# Aimón de Saboya
Aimón de Saboya (del francés: Aymon de Savoie); en italiano: Aimone di Savoia (Chambéry 15 de diciembre de 1291 - † Montmélian 22 de junio de 1343), llamado el Pacífico, conde de Saboya (1329-1343). Su padre era Amadeo V de Saboya, y era el hermano menor del conde Eduardo de Saboya.
Disputó el título de Conde de Saboya con su sobrina, Juana de Saboya. En Saboya operaba la ley sálica y nunca había habido una mujer gobernante. Juana contó con el apoyo de su marido, Juan III de Bretaña quien defendió el reclamo de Juana. Juana y su marido no tuvieron hijos. Finalmente se llegó a un acuerdo mediante el cual Aimón obtuvo el viejo condado a cambio de proporcionar un pago monetario a Juana.

## Matrimonio y descendencia
Aimón se casó el 1 de mayo de 1330 con Yolanda Paleóloga de Montferrato y Spinola, hija del marqués Teodoro I de Montferrato y nieta del emperador bizantino Andrónico II Paleólogo, tuvo 5 hijos, sólo 2 vivieron hasta la edad adulta:
1. Amadeo VI de Saboya (1334-1383) 'el Conde Verde'
2. Blanca de Saboya (1331-1387), se casó en 1350 a Galeazzo II Visconti, señor de Milán.
3. Juan (1338-1345), murió joven
4. Catalina (1342), murió joven
5. Luis (nacido el 24 de diciembre de 1342), cuyo nacimiento costó la vida de su madre.

También tuvo algunos hijos fuera del matrimonio:
1. Humberto († 1394), señor de Arvillard, fundador de la línea Saboya-Arvillard, se casó en primer lugar con Andiza de Arvillard y su segunda esposa fue Margarita de Chevron-Villette;
2. Oggero († 1372);
3. Juan († 1347), canónigo de Lausana y Ginebra;
4. Donata, una monja de Bons en el Bugey.
5. Muzio (1398)
6. Antonio (1400).
7. Maria
8. Amadeo
9. Hugueta, monja.
10. Juan Mitre murió en 1348 Señor de Cuine, castellano de Tarantaise y Entremont.
11. Benito